# Пейден (Міссісіпі)
Пейден (англ. Paden) — селище (англ. village) в США, в окрузі Тішомінґо штату Міссісіпі. Населення — 104 особи (2020).

## Географія
Пейден розташований за координатами 34°39′37″ пн. ш. 88°15′38″ зх. д. / 34.66028° пн. ш. 88.26056° зх. д. (34.660276, -88.260508).  За даними Бюро перепису населення США в 2010 році селище мало площу 2,33 км², уся площа — суходіл.

## Демографія
Згідно з переписом 2010 року, у селищі мешкало 116 осіб у 49 домогосподарствах у складі 29 родин. Густота населення становила 50 осіб/км².  Було 62 помешкання (27/км²).
Расовий склад населення:
| - 95,7 % — білих - 0,9 % — чорних або афроамериканців - 3,4 % — осіб інших рас |

До двох чи більше рас належало 0,0 %. Частка іспаномовних становила 6,0 % від усіх жителів.
За віковим діапазоном населення розподілялося таким чином: 27,6 % — особи молодші 18 років, 56,9 % — особи у віці 18—64 років, 15,5 % — особи у віці 65 років та старші. Медіана віку мешканця становила 40,0 року. На 100 осіб жіночої статі у селищі припадало 81,2 чоловіків;  на 100 жінок у віці від 18 років та старших — 78,7 чоловіків також старших 18 років.
Середній дохід на одне домашнє господарство  становив 35 500 доларів США (медіана — 31 250), а середній дохід на одну сім'ю — 39 692 долари (медіана — 39 375). За межею бідності перебувало 20,4 % осіб, у тому числі 23,5 % дітей у віці до 18 років та 35,7 % осіб у віці 65 років та старших.
Цивільне працевлаштоване населення становило 34 особи. Основні галузі зайнятості: виробництво — 41,2 %, освіта, охорона здоров'я та соціальна допомога — 23,5 %, роздрібна торгівля — 8,8 %, публічна адміністрація — 5,9 %.